# 補糖

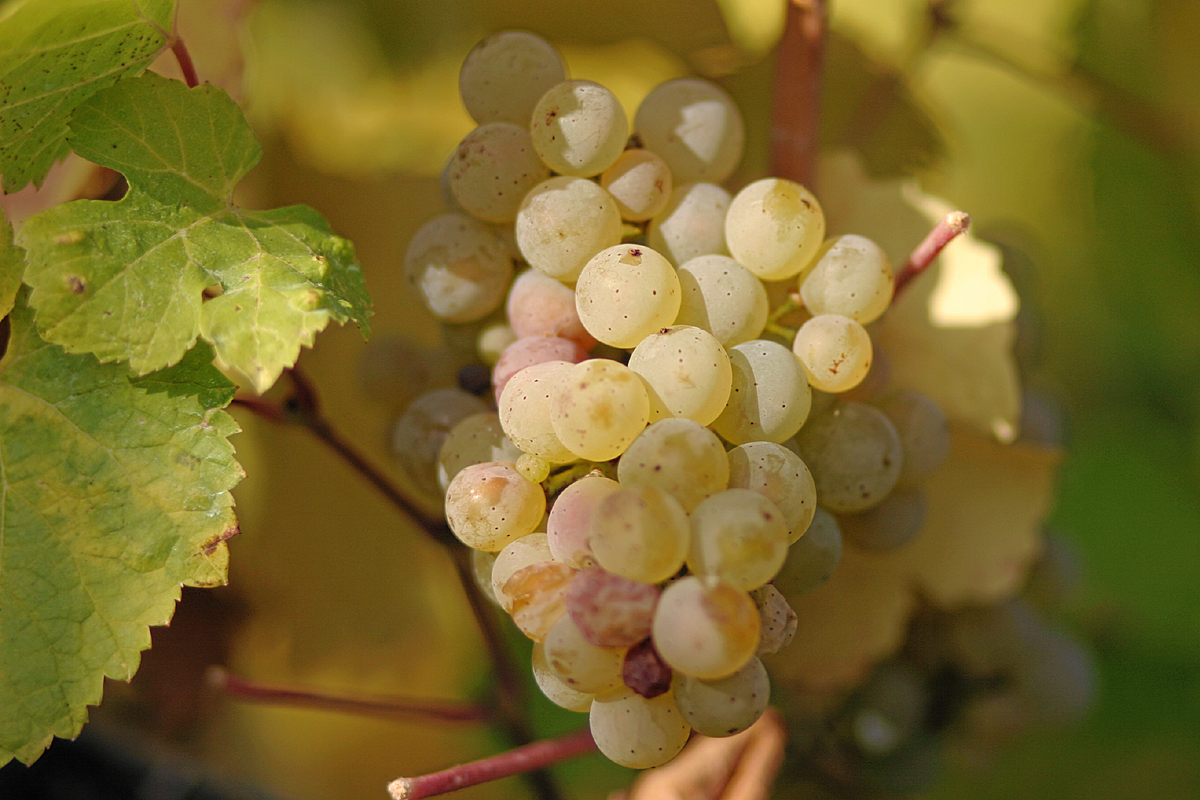
アルザスでは、完熟しなかったリースリングのアルコール度数を高めるために補糖が用いられることがある。

ワイン醸造における「補糖」（ほとう）ないしは「シャプタリザシオン」（仏: Chaptalisation）は、発酵前のブドウの果醪（ムスト）に砂糖を加えることであり、発酵後のアルコール度数を高めるために行われる。"Chaptalisation"という名称はこの手法を開発したフランス人科学者のジャン・アントワーヌ・シャプタルに由来する。補糖がワインを甘くするために用いられることはなく、イースト菌の作用でアルコールに変換することが目的である。
補糖はフランスのワイン産業において長らく論争や不満の種であった。これは、補糖が認められると冷涼な地域のワイン生産者にとって有利になるからである。1907年には暴力を伴う抗議活動が行われ、その結果フランス政府はワインに添加できる砂糖の量に制限を加えるようになった。
補糖はワインの豊かさを向上させるとみなされることもある。例えば、EUのワイン法において、EU圏内で補糖は合法であることが明記されている。
補糖の法的な扱いは国や地域、ワインの種類によって異なる。一般に、ブドウの糖度が上がりにくい地域では合法であることが多く、フランス北部やドイツ、アメリカなどが当てはまる。アルゼンチン、オーストラリア、オーストリア、イタリア、スペイン、南アフリカでは禁止されている。アメリカでもカリフォルニア州では禁止されており、ドイツのプレディカッツヴァインに対しても用いることはできない。

## 歴史

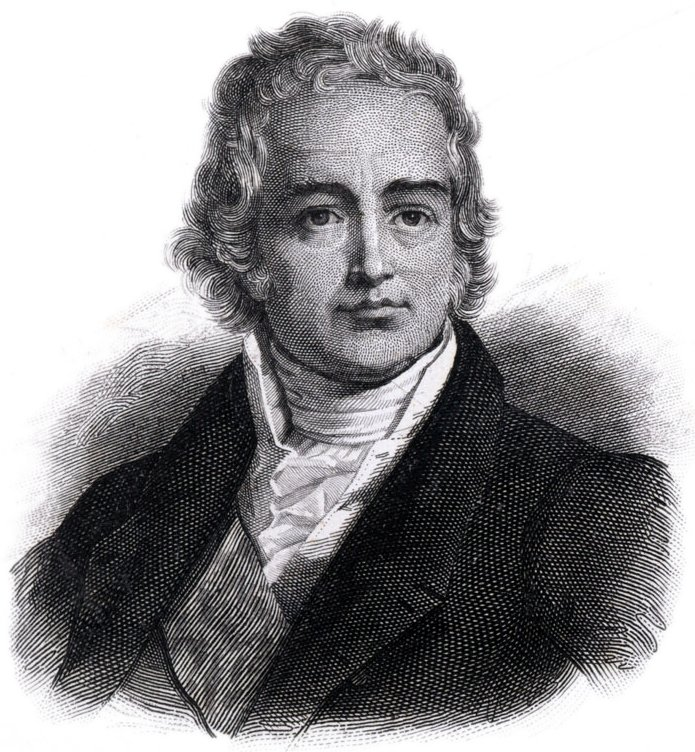
フランス人化学者ジャン・アントワーヌ・シャプタル

ワイン造りにおいて、ブドウ果汁に糖分を加える手法自体は古代ローマの時代から存在し、そのために蜂蜜が使われていた。もちろん化学的な成分に関する知識はなかったわけだが、古代ローマのワイン生産者はワインのボディや口当たりに好影響があることを把握していたようである。
長きにわたり補糖はフランスワインと関連付けて語られることが多かったが、フランスにおいて砂糖がムストに加えられたという最初の文献上の記録は、百科全書の1765年版である。その中で、ワインを甘くするために、それまで用いられていた酢酸鉛に代えて砂糖を用いることが提唱された。1777年にはフランス人化学者ピエール・マケールが、砂糖をムストに加える真の化学的利点は、単に甘さを加えるというよりも、アルコール度数を高めることで未熟な果実の高い酸度とのバランスが取れることであることを発見した。1801年には、ジャン・アントワーヌ・シャプタルがナポレオンの配下でワインの酒質と保存性を高める手段としてこの手法を推奨するようになった。
1840年は天候が厳しく、冷涼な気候の土地では十分に熟したブドウの収穫が極めて難しかったことから、ドイツのワイン産業は大打撃を受けた。ラディック・ガルという名前の化学者がシャプタルの推奨した補糖の手法を用いて天候不良の影響を軽減しワイン生産者を助けようと主張した。このVerbesserung（ドイツ語で「改善」の意）と呼ばれる一連の動きは、天候が厳しかった時期のモーゼルにおける安定的なワイン生産に一役買ったという。
20世紀に入ると、補糖はフランスのワイン産業において物議を醸すようになってきた。というのも「工業的」なワインが市場を席巻し価格破壊が進んだことに対し、ラングドックの伝統的なワイン生産者が抗議を始めたのである。1907年6月には、90万人を超える抗議者が政府に対し自らの生活を守るよう訴える大規模なデモがラングドックで行われた。ナルボンヌでの暴動のために、ジョルジュ・クレマンソー首相は軍を当地に向かわせ、その後の衝突で抗議者のなかから5人の死者が出た。翌日、ラングドックの抗議者に共感する者たちがペルピニャン県庁に火を放った。これらの抗議活動に応じる形で、フランス政府は砂糖への課税を引き上げ、ワインに添加できる砂糖の量を制限する法案を成立させた。

## 手法のバリエーション

醸造の過程において、スクロース分子は最終的にアルコールに変わる。

ムストの糖度の調整を目的にした補糖の手法はいくつか存在する。一般的な補糖のプロセスでは、サトウキビ糖が最も多用されるが、醸造家によってはビーツ糖やコーンシロップのほうが望ましいと考える者もいる。ブラウンシュガーの添加は多くのワイン生産地域で適法ではない。補糖が全く認められていない地域であっても、ブドウの濃縮果汁を加えることが可能な場合もある。ムストに砂糖が加えられると、酵素反応により自然にスクロース分子はグルコースとフルクトースに分解される。これらの分子がイースト菌で発酵されてアルコールと二酸化炭素に変わる。
温暖な地域では、むしろ過熟してしまうことが問題視される。そのため補糖とは逆に、補水（水で薄めること）や補酸が行われることがある。このような手法はカリフォルニアのような地域で用いられることがあるが、ムストに通常の醸造を行った場合に過剰となる糖分が含まれるときに、濃度を下げるために水分を加えることがあるのである。補酸を行う場合は酒石酸が添加される。これにより、熟したブドウに元々含まれる糖度が高く酸度が低いときにバランスを取ることができる。
シャンパンの生産では、醸造後、砂糖やワイン、場合によってはブランデーが計量の上で添加され、その後瓶詰めされる。この過程はドサージュ（仏：dosage）と呼ばれる。他方、シャプタリザシオンは発酵の前に行われるものを指す。シャンパンの生産者も、ムストに砂糖を添加する通常の意味での補糖（シャプタリザシオン）を採用する場合がある。
ワインに関わる記者のなかには、補糖によってワイン生産者は完熟していないブドウを使い収量を過剰に上げることで、質を犠牲に生産量を増やしていると主張する者もいる。逆に、生産者のなかには技術の進歩を積極的に利用する者もいる。例えば、逆浸透膜を用いて未発酵の果汁から水分を取り除くことで、生産量を減らす代わりに糖度を上げるような技術である。

## 法規制

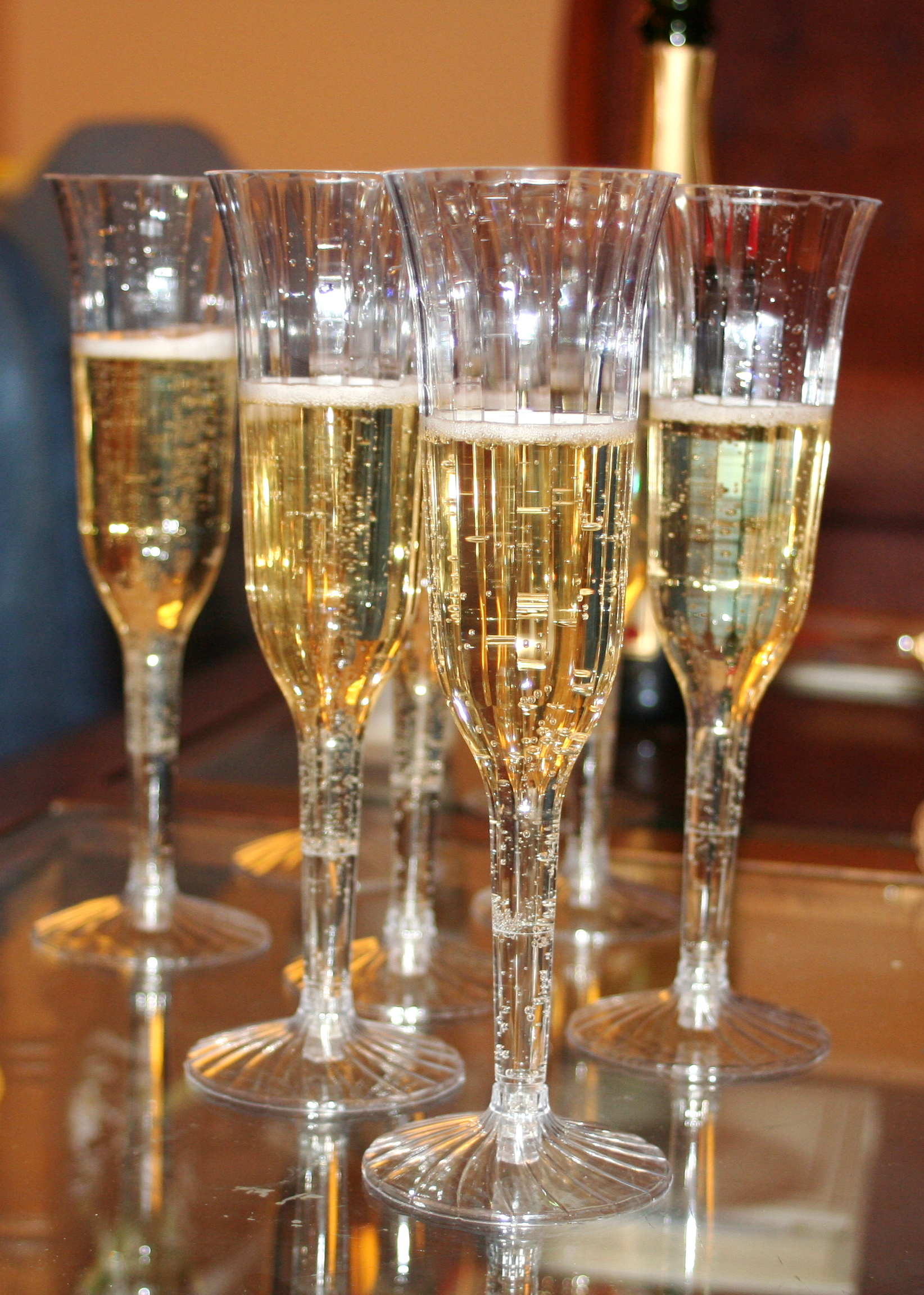
シャンパンの製造において、補糖は一般的に行われる。

補糖は多くの国々で厳格な法規制の下にある。北寄りのブドウが十分に熟さないことがある地域で許可されている例が一般的である。EU圏内においては、気候で区分されたワイン栽培地域に応じ補糖できる量が定められている。
| ゾーン | 許容されるアルコール度数の増加分                                                     | 補糖を行った場合に許容されるアルコール度数の最高値 |
| ------ | ------------------------------------------------------------------------------------ | -------------------------------------------------- |
| A      | 3% (24g/l)                                                                           | 11.5% (白ワイン), 12% (赤ワイン)                   |
| B      | 2% (16g/l)                                                                           | 12% (白ワイン), 12.5% (赤ワイン)                   |
| C      | 1.5% (12g/l) ※イタリア、ギリシャ、スペイン、ポルトガル、キプロス、南フランスではゼロ | 12.5%–13.5% （地域により異なる）                   |

天候が特に不順であった年では、上表よりも0.5％多く補糖することが認められる場合もある。各国のワイン法において、ワインの格付けによってはより厳しい規制ないしは補糖の禁止が定められている場合もある。
ドイツ等いくつかの地域では、補糖の有無をラベルに明記しなければならないと定めている。フランスをはじめとするその他の地域ではそのような表記に関する要件は無い。
アメリカでは連邦法の規定により、自然に得られるブドウ果汁中の糖度が低い場合に補糖が認められている。そのため、冷涼な地域であるオレゴン州や、もともと糖度が低いブドウであるマスカディンを土着品種として栽培しているフロリダ州などでは補糖を用いることが可能である。ただし、個々の州で独自の規制を行っていることもあり、例えばカリフォルニア州では補糖は禁止されている。もっとも、カリフォルニア州ではブドウ果汁の濃縮が行われる場合がある。

### 国と地域
| 補糖が許可されている国と地域 - ブラジル - カナダ - チリ - 中国 - フランス：アルザス、ボルドー、ブルゴーニュ、シャンパーニュ - ドイツ ：ターフェルワイン（Tafelwein）、ラントヴァイン（Landwein）、クヴァリテーツワイン （Qualitätswein bestimmter Anbaugebiete, Q.b.A） - 日本 - ニュージーランド - スイス - イギリス - アメリカ: ロングアイランド、 オレゴン | 補糖が禁止されている国と地域 - オーストラリア - オーストリア - カリフォルニア - ドイツ：プレディカーツヴァイン（Prädikatswein） - イタリア - 南アフリカ |